# Samuli Saarela

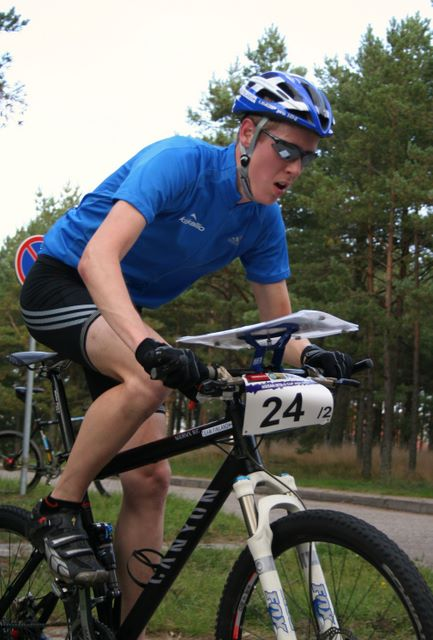
Samuli Saarela (2008)

Samuli Saarela (* 17. März 1988) ist ein finnischer Mountainbike-Orientierungsfahrer.

## Laufbahn
Saarela gewann 2009 in Israel mit der finnischen Staffel seine erste Medaille bei Weltmeisterschaften. Hinter den Staffeln Russlands und Tschechiens wurden die Finnen Tuukka Turkka, Saarela und Juho Saarinen Dritte. Im Jahr darauf wurde er im portugiesischen Montalegre erstmals Weltmeister. Auf der Mitteldistanz gewann er den Titel vor dem Australier Adrian Jackson und dem Italiener Luca Dallavalle. 2011 verteidigte er seinen Titel und wurde zusätzlich Weltmeister auf der Langdistanz. Mit der finnischen Staffel wurde er außerdem Dritter. 2012 wurde er zum dritten Mal in Folge Mitteldistanz-Weltmeister. Mit Pekka Niemi und Jussi Laurila wurde er auch mit der Staffel Weltmeister. 2013 wurde er mit der Staffel auch Europameister. Bei den Weltmeisterschaften 2013 im estnischen Rakvere gewann er zwei Silbermedaillen und eine Bronzemedaille.
Bei finnischen Meisterschaften gewann er seit 2005 zwölf Titel (Stand 2013). Er gehört dem Verein Kokkolan Suunnistajat an.

## Platzierungen
Weltmeisterschaften: (5 × Gold, 2 × Silber, 3 × Bronze)
- 2007: Mittel dsq., 41. Platz Lang
- 2009: 9. Platz Sprint, 34. Platz Mittel, 12. Platz Lang, 3. Platz Staffel
- 2010: 22. Platz Sprint, 1. Platz Mittel, 16. Platz Lang, 4. Platz Staffel
- 2011: 9. Platz Sprint, 1. Platz Mittel, 1. Platz Lang, 3. Platz Staffel
- 2012: 9. Platz Sprint, 1. Platz Mittel, 4. Platz Lang, 1. Platz Staffel
- 2013: Sprint dsq., 3. Platz Mittel, 2. Platz Lang, 2. Platz Staffel

Europameisterschaften (1 × Gold, 1 × Silber)
- 2008: 20. Platz Sprint, 49. Platz Mittel, 22. Platz Lang, 5. Platz Staffel
- 2009: 25. Platz Sprint, 4. Platz Mittel, 13. Platz Lang, 5. Platz Staffel
- 2011: 8. Platz Sprint, 2. Platz Mittel, 11. Platz Lang, 5. Platz Staffel
- 2013: 28. Platz Sprint, 13. Platz Mittel, 25. Platz Lang, 1. Platz Staffel

Weltcup: (2 × Silber, 1 × Bronze)
- 2010: 2. Platz
- 2011: 2. Platz
- 2012: 3. Platz
- 2013: 8. Platz